# هاینریش مولر (بازیکن فوتبال، زاده ۱۸۸۸)
هاینریش مولر (آلمانی: Heinrich Müller؛ ۱۸۸۸ – ۱۱ مه ۱۹۵۷) بازیکن و مربی فوتبال اهل سوئیس بود.
از باشگاه‌هایی که در آن بازی کرده‌است می‌توان به باشگاه فوتبال تورینو و باشگاه فوتبال وینترتور اشاره کرد.
وی همچنین در تیم ملی فوتبال سوئیس بازی کرده‌است.